# Бебензе
Бебензе (нем. Bebensee) — община в Германии, в земле Шлезвиг-Гольштейн.
Входит в состав района Зегеберг. Подчиняется управлению Лецен. Население составляет 608 человек (на 31 декабря 2010 года). Занимает площадь 6,68 км².